# 柯尼卡美能達DiMAGE Z10
DiMAGE Z10是柯尼卡美能达公司于2004年推出的一款DiMAGE系列数码相机。
DiMAGE Z10是在其之前一年推出的DiMAGE Z1基础上改进而来，比较明显的变化包括：将原先变焦时候伸出的镜头设计取消，改为内变焦；小型化；光学变焦倍数由Z1的10倍降低到8倍（等效135相机的36mm-288mm）。
2005年，柯尼卡美能达推出继任者DiMAGE Z20，像素升级为500万，加入防抖组件。

## 参数
- 320万有效像素
- 1/2.5 英寸 CCD
- 1.5英寸TFT显示屏
- 最大光圈F3.2-F3.4
- 8倍光学变焦（等效135相机的36mm-290mm）
- 使用SD卡
- 使用4节AA电池
- 含电池重量410 g
- 尺寸109 x 82 x 94 mm